# Euphorbia valdevillosocarpa
Euphorbia valdevillosocarpa är en törelväxtart som beskrevs av A. Arvat och Erasmus Iuliu Nyárády. Euphorbia valdevillosocarpa ingår i släktet törlar, och familjen törelväxter. Inga underarter finns listade i Catalogue of Life.